# Mukarrib
Mukarrib (en epigrafía sudarábiga, mkrb) es un título utilizado por los monarcas de la antiguos reinos de Yemen que significaba "Unificador", posiblemente porque se asociaba al proceso de expansión e influencia de los sabeos sobre otras tribus vecinas y alternativo al de rey (mlk). 
Era un título codiciado y prestigioso utilizado por los monarcas de los reinos de Qataban, Saba, Himiar, Hadramaut y Awsan. Sólo los que se imponían de forma duradera en toda la región de Arabia meridional se acogieron al título.